# Гракл тонкодзьобий
Гракл тонкодзьобий (Quiscalus palustris) — вид горобцеподібних птахів родини трупіалових (Icteridae). Вимер на початку 20 століття.

## Поширення та вимирання
Тонкодзьобий гракл був ендеміком центральної Мексики. Мешкав в долині Мехіко та долині Толука. Ранні спостереження, записані францисканським монахом Бернардіно де Саагуном у рукописі 16-го століття «Загальна історія речей Нової Іспанії», показують, що вид зустрічався значно ширше в культивованих районах і містах. Пізніші записи показали, що вид мешкав переважно у болотах.
Ацтеки активно полювали на тонкодзьобого гракла; причина цього частково незрозуміла. Деякі науковці припускають, що вони стали мішенню, тому що їх вважали шкідниками, які з'їли їхні врожаї, тоді як інші вважають, що на них полювали для того, щоб використовувати їх пір'я для головних уборів, при чому на ці потреби йшло лише чорне пір'я на хвості. Також під час Ізкаллі, місяця ацтеків, коли вони приносили в жертву своїм богам різноманітних тварин, вони вирішили використовувати цього птаха для жертвопринесення своєму богу вогню.
Востаннє вид був зареєстрований у 1910 році і, ймовірно, незабаром вимер.